# Campionato del mondo rally 1975

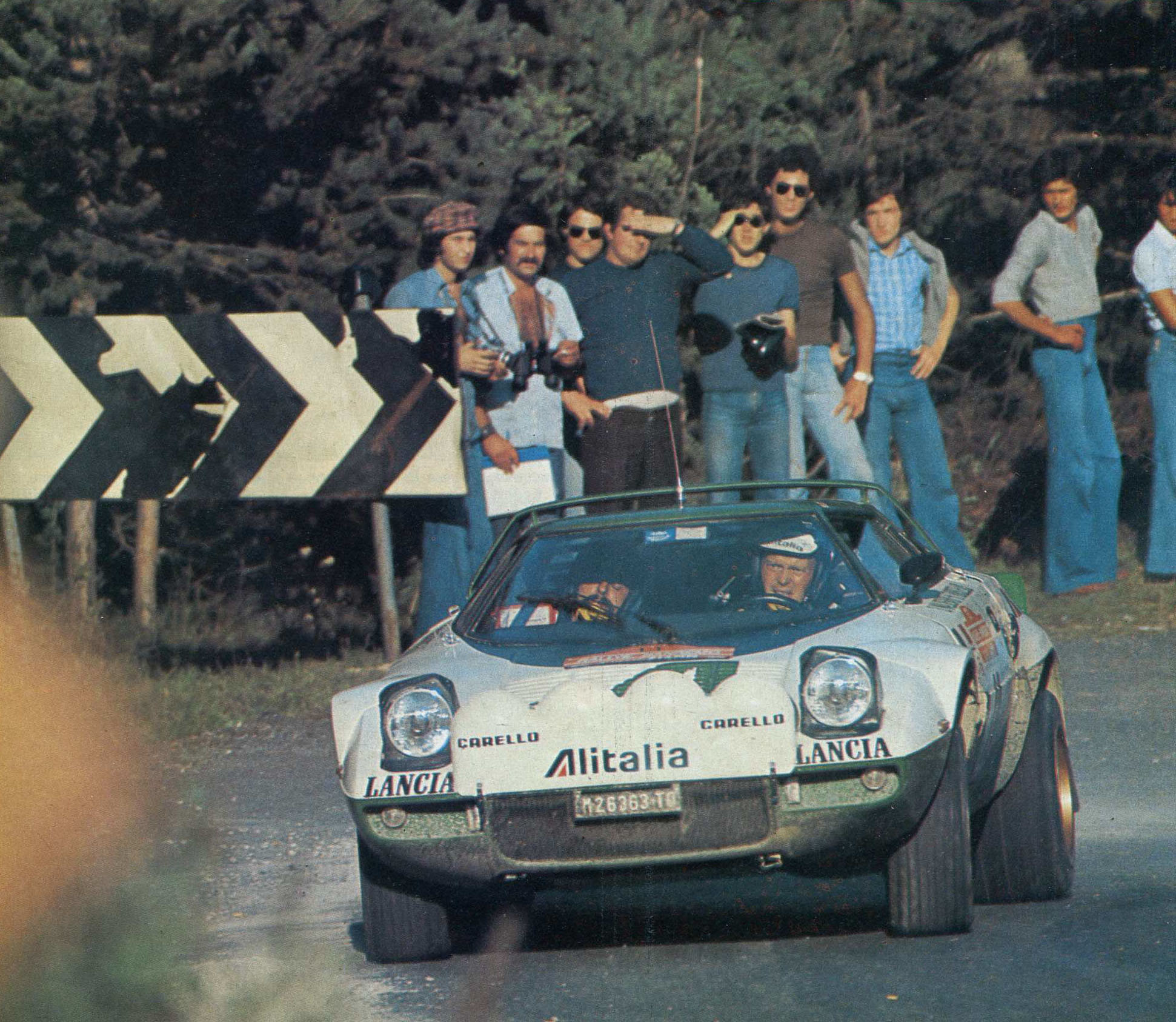
Björn Waldegård coglie a Sanremo la terza vittoria stagionale della Stratos HF Alitalia, contribuendo al trionfo Lancia nel mondiale marche.

Il Campionato del mondo rally 1975 è stata la 3ª edizione del Campionato del mondo rally. Fu valido solo per il mondiale marche mentre non assegnò il titolo piloti.

## Risultati
| Rally                            | Vincitore        | Vettura               |
| -------------------------------- | ---------------- | --------------------- |
| Rally di Monte Carlo             | Sandro Munari    | Lancia Stratos        |
| Rally di Svezia                  | Björn Waldegård  | Lancia Stratos        |
| Safari Rally                     | Ove Andersson    | Peugeot 504 TI        |
| Rally dell'Acropoli              | Walter Röhrl     | Opel Ascona A         |
| Rally internazionale del Marocco | Hannu Mikkola    | Peugeot 504 TI        |
| Rally del Portogallo             | Markku Alén      | Fiat 124 Abarth Rally |
| Mille Laghi                      | Hannu Mikkola    | Toyota Corolla        |
| Rally di Sanremo                 | Björn Waldegård  | Lancia Stratos        |
| Tour de Corse                    | Bernard Darniche | Lancia Stratos        |
| RAC Rally                        | Timo Mäkinen     | Ford Escort RS1800    |

## Classifica costruttori
| Classifica costruttori | Classifica costruttori | Classifica costruttori |
| Pos.                   | Scuderia               | Punti                  |
| ---------------------- | ---------------------- | ---------------------- |
| 1                      | Lancia                 | 95 punti               |
| 2                      | FIAT                   | 61 punti               |
| 3                      | Renault                | 60 punti               |